# Centro acquatico nazionale di Pechino

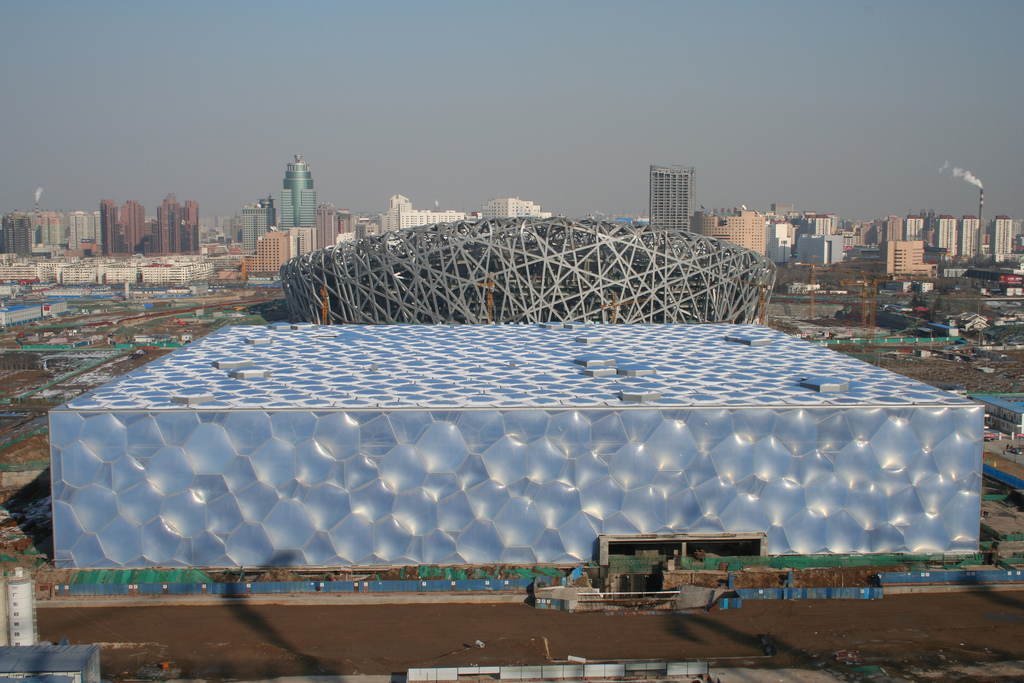
Il centro acquatico con lo stadio nazionale di Pechino sullo sfondo

Il centro acquatico nazionale di Pechino (cinese tradizionale: 北京國家游泳中心; cinese semplificato: 國家游泳中心), conosciuto anche come Water Cube (水立方) o abbreviato in [H2O]3, è un centro acquatico costruito nei pressi dello stadio nazionale di Pechino, nell'Olympic Green, in occasione dei Giochi olimpici estivi di Pechino 2008. I lavori sono iniziati il 24 dicembre del 2003 e l'edificio è stato inaugurato il 28 gennaio 2008.

## Architettura
Il Water Cube è stato progettato dalla PTW Architects, assieme alla CSCEC International Design e con il supporto degli ingegneri strutturali della Arup per quanto riguardava le strutture. Costruito sulla base di un telaio in acciaio, il Centro è la più grande struttura mai realizzata ricoperta di ETFE, con oltre 100.000 m² di rivestimento.
La copertura in ETFE consente un maggiore passaggio di luce e calore del vetro tradizionale, consentendo una riduzione del 30% dei costi energetici.
Il design del Cubo d'Acqua combina tecnologie moderne con principi culturali e filosofici della tradizione cinese. Il tema centrale del progetto infatti, tiene conto che nella tradizione cinese, la terra è concettualizzata con una struttura quadrata (方), mentre il cielo è concepito con una forma circolare (圆). 
Il rivestimento esterno si basa sulle struttura di Weaire-Phelan, una sorta di schiuma formata da bolle di sapone, tagliata ad ottenere la caratteristica conformazione irregolare delle superfici.
L'edificio può contenere fino a 17.000 persone durante i giochi olimpici, che si ridurranno poi a 6.000. La superficie totale dell'impianto è di 65.000 metri quadrati, per un totale di 7,8 acri di terreno occupato.

## Giochi olimpici

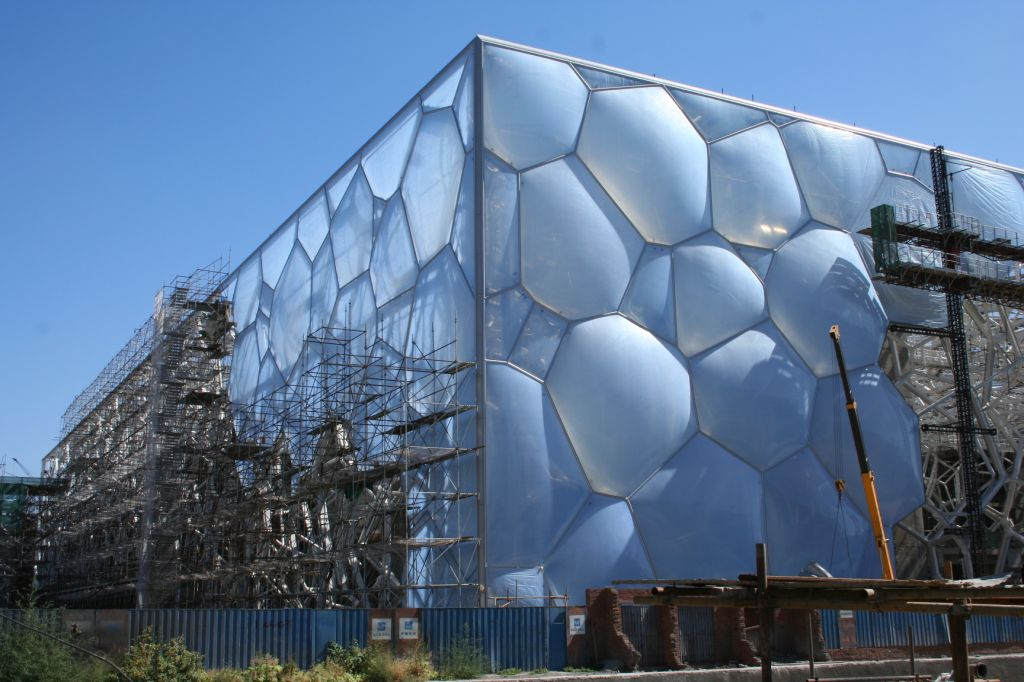
Il centro acquatico nazionale durante i lavori di costruzione

Il centro acquatico ha ospitato le gare di nuoto, tuffi e nuoto sincronizzato durante i giochi olimpici. La pallanuoto che inizialmente si sarebbe dovuta svolgere qui, è stata spostata allo Ying Tung Natatorium.